# Cynodon plectostachyus
Cynodon plectostachyus o pasto estrella gigante es una especie de pasto de la familia Poaceae empleado en la ganadería.

## Descripción
El pasto estrella gigante (Cynodon plectostachyus (K. Schum.) Pilger) es un pasto perenne robusto y estolonífero con rizomas subterráneos. Los estolones son gruesos, leñosos, con largos entrenudos arqueados sobre la superficie del suelo. Son de rápido crecimiento y forman un césped denso. Los culmos, 30-90 cm de altura. Las hojas son de 10-30 cm de largo y 4-7 mm de ancho, suaves y peludas. El pasto estrella gigante tiene varios racimos (7-20), 3-7 cm de largo, curvándose hacia arriba en la madurez. Las espiguillas son 2.5-3 mm de largo. Las glumas son una característica conspicua, ya que se reducen a pequeñas escamas triangulares una quinta parte de la longitud de la espiguilla.
 El pasto estrella gigante es aceptable para todas las clases de ganado. Se considera un pasto valioso para las áreas más secas, pero de bajo vigor competitivo cuando se mezcla con heces con Cynodon nlemfuensis.